# Ringwall Roßkopf
Der Ringwall Roßkopf ist eine abgegangene Ringwallanlage bei 632 m ü. NN auf der Höhe des Taunuskamms auf dem Roßkopf, in der Gemarkung des hessischen Wehrheim-Obernhain, wobei die Südspitze des Walls bis in die Gemarkung von Bad Homburg vor der Höhe-Ober-Eschbach hereinreicht.

## Beschreibung

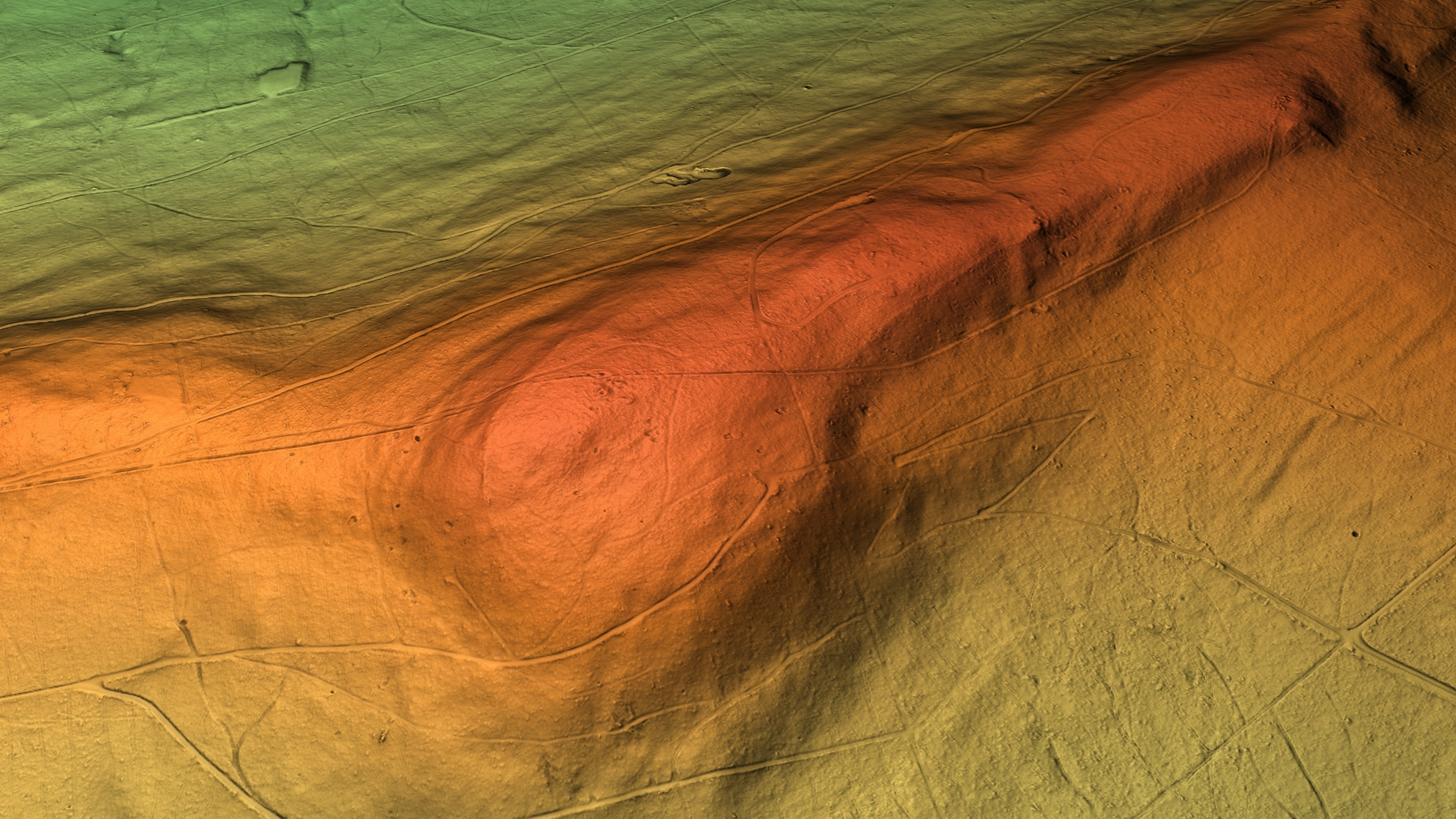
Digitales Reliefbild des Geländes auf dem Roßkopf

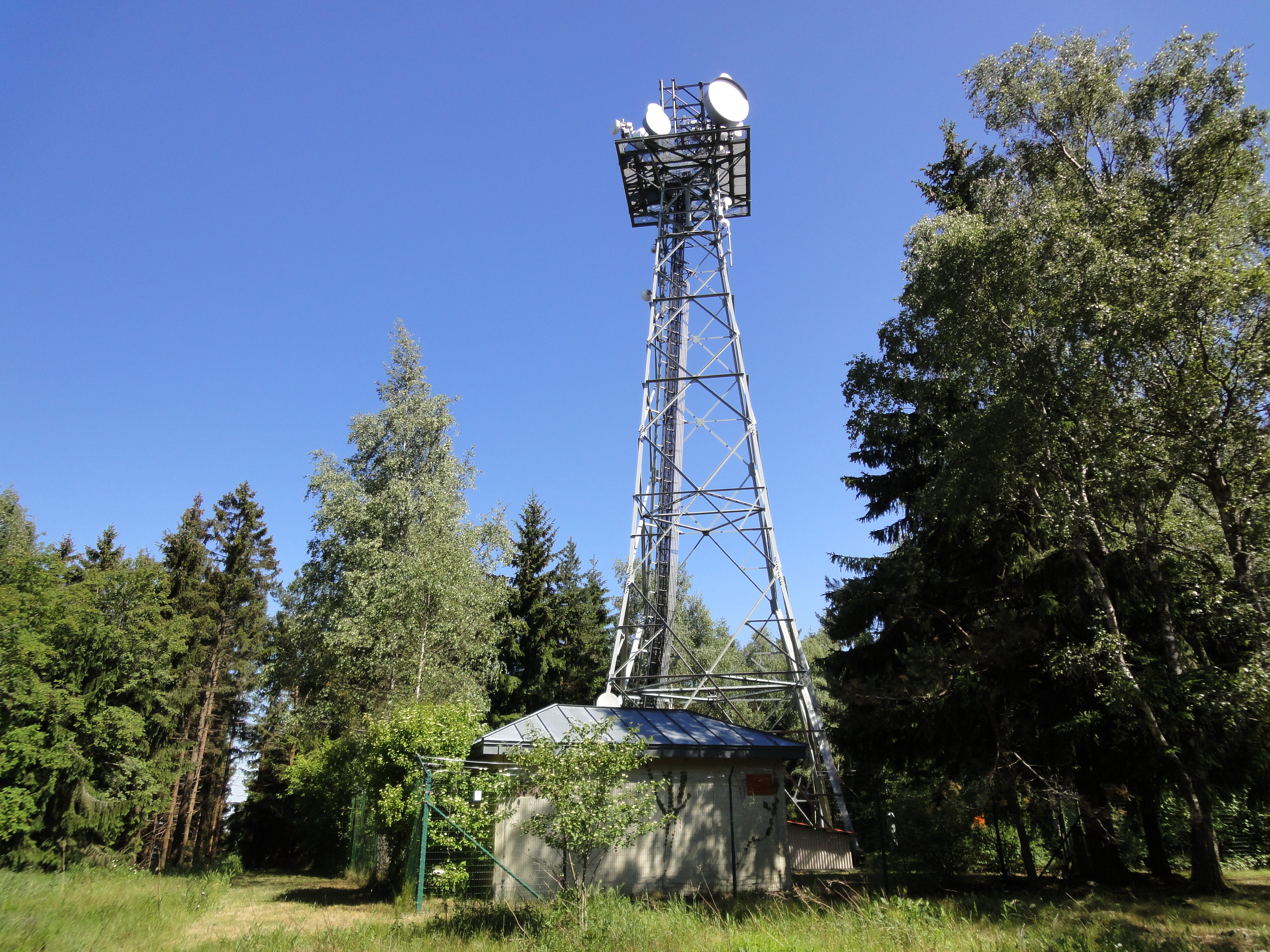
Der Sendemast innerhalb der Wallanlage

Die Wallanlage zeichnet sich heute nur noch schwach im Gelände ab. Vermutlich ist sie eisenzeitlichen Ursprungs. Der Limes bestand in diesem Bereich aus einer ca. 1,5 Kilometer langen Steinmauer mit 5 Steintürmen, hier Pfahlgraben genannt, während die übliche Ausführung im Taunus ein Erdwall mit Graben und Holzpalisade darstellte. Daher wird angenommen, dass der Wall durch die Römer als Steinbruch verwendet wurde. Dem heute meist nur noch als Absatz ersichtlichen Wallzug war kein Graben vorgelagert. Reste der Wallanlage sind noch im Westen bis ans südwestliche Ende erhalten, eine kurze Geländekante im Süden und nach dem erneuten Kreuzen des Limesbverlaufs im Osten sowie am Umkerhrpunkt im Nordosten sichtbar.
Die Anlage, die bei einer ovalen, leichten Birnenform Maße von 690 Meter Länge und bis zu 290 Metern größte Breite aufweist und eine Fläche von 13,7 ha einnimmt, wird von dem Limes durchzogen, der hier vom Kastell Saalburg zum Kleinkastell Heidenstock läuft. Wahrscheinlich bestanden die Umwallungen aus Mauerwerk.
Die Anlage wurde durch Johann Philipp Dieffenbach 1843 erstmals erwähnt, geriet allerdings in Vergessenheit, bis sie der Direktor des Saalburg-Museums Dietwulf Baatz in den 1980er Jahren wiederentdeckte. Den Wallburgenforschern Karl August von Cohausen und Christian Ludwig Thomas war sie nicht bekannt. Funde zur Datierung sind nicht bekannt; das eisenzeitliche Alter wird als wahrscheinlich angenommen.
Heute findet sich in der Mitte der Anlage ein Sendemast, der unter anderem von der Deutschen Telekom benutzt wird.

## Denkmalschutz
Der Bereich der Wallanlage ist ein Bodendenkmal nach dem Hessischen Denkmalschutzgesetz. Nachforschungen und gezieltes Sammeln von Funden sind genehmigungspflichtig, Zufallsfunde an die Denkmalbehörden zu melden.